# Pasar Baru (Juhar)
Pasar Baru is een bestuurslaag in het regentschap Karo van de provincie Noord-Sumatra, Indonesië. Pasar Baru telt 363 inwoners (volkstelling 2010).